# Flabellum alabastrum
Espèce
Statut CITES
Flabellum alabastrum est une espèce de coraux appartenant à la famille des Flabellidae.